# Candace Bushnell
Candace Bushnell (født 1. december 1958 i Glastonbury, Connecticut) er en amerikansk forfatter.